# بوریل لیک
بوریل لیک (به انگلیسی: Burrill Lake) یک شهرک و دریاچه در استرالیا است که در نیو ساوت ولز واقع شده‌است.